# شوهي تاكادا
شوهي تاكادا (باليابانية: 高田尚平؛ بالكانا: たかだ しょうへい) هو لاعب شوغي ‏ ياباني، ولد في 21 يونيو 1962 في طوكيو في اليابان.